# My Silent Wake
My Silent Wake est un groupe britannique de death-doom, originaire de North Somerset, en Angleterre.

## Historique
My Silent Wake est formé en 2005, à North Somerset, en Angleterre. Les racines du groupe sont retracées pendant la séparation d'Ashen Mortality après onze ans d'existence. Il comprend notamment le chanteur Ian Arkley (Seventh Angel, Ashen Mortality).
En fin d'année 2005, le groupe signe son premier contrat de distribution avec le label Bombworks Records. Ils y prévoit la sortie d'un album, en 2006, comprenant six ou sept chansons en plus de deux chansons issues de leur EP homonyme publié plutôt en 2005. Leur premier album, intitulé Shadow of Sorrow, est donc publié à la date prévue. Enregistré en quatre jours, l'album comprend une couverture réalisée par Rex Zachary (Opeth). En février 2007, My Silent Wake termine un nouveau double-album qui sera, selon les termes du groupe, « massif ».
My Silent Wake effectue et publie un split avec le groupe suisse Pylon, intitulé Empyrean Rose publié en 2013. Il comprend un total de 11 chansons, soit cinq nouvelles et inédites de My Silent Wake et six nouvelles de Pylon. Leur cinquième album, Silent Under Midnight, est publié en juin 2013 via Bombworks Records. En décembre 2013, le groupe annonce être à la recherche d'un label. En février 2014, My Silent Wake annonce sa signature au label italien House of Ashes. Ils annoncent, avant, l'arrivée du batteur Gareth Arlett (Amputated) et une réunion avec Kate Hamilton qui endosse désormais les claviers. En mai 2014, Mike Hitchen revient comme second guitariste, et Kate fait une nouvelle pause. En juin 2014 sort leur septième album orienté ambient et expérimental intitulé Eye of the Needle qui comprend sept chansons
En mai 2015, ils publient leur huitième et nouvel album, Damnatio Memoriae,,. En décembre 2016, My Silent Wake est annoncé pour janvier 2017 pour une série de dates européennes présentées la Desert Rose Agency. Le groupe sera accompagné de A Sickness Unto Death.

## Membres

### Membres actuels
- Ian Arkley - guitare, piano, synthétiseur, didgeridoo, chant
- Marc Ellison - guitare acoustique (depuis 2012)
- Gareth Arlett - batterie (depuis 2014)
- Mike Hitchen - guitare (depuis 2014)
- Simon Bibby - claviers (depuis 2015)

### Anciens membres
- Kate Hamilton - violoncelle, clarinette, claviers, basse, chant
- Mark Henry - batterie
- Tank - batterie
- Alan Southorn - basse (2005-2008)
- Andi Lee - basse, chœurs (2005-2011)
- Steve Allan - batterie (2005-2010)
- Jasen Whyte - batterie, chant (2005-2010)
- Mike Hitchen - guitare (2011-2012)
- Rich Alden - guitare (2013-2014)

## Discographie

### Albums studio
- 2006 : Shadow of Sorrow
- 2007 : The Anatomy of Melancholy
- 2008 : A Garland of Tears
- 2010 : IV Et Lux Perpetua
- 2013 : Silver Under Midnight
- 2013 : Preservation Restoration Reconstruction
- 2014 : Eye of the Needle
- 2015 : Damnatio Memoriae

### Splits et EP
- 2005 : My Silent Wake (EP)
- 2010 : Black Lights and Silent Roads (split)
- 2013 : The Last Man EP
- 2013 : Empyrean Rose (EP)
- 2014 : The Cage Sessions 03 (EP)
- 2014 : Silver (EP)

### Singles
- 2012 : Father
- 2015 : Three Furies
- 2015 : Hunting Season
- 2016 : NDE
- 2016 : Rebirth

### Album live
- 2007 : Sturm/Storm Promo DVD

### Compilations
- 2011 : Rare and Live Recordings. Vol.1
- 2012 : Acoustic Collection
- 2016 : An Unbroken Threnody: 2005-2015
- 2016 : An Unbroken Threnody: Apocrypha